# Bolbosaponaria sewerzowii
Bolbosaponaria sewerzowii là loài thực vật có hoa thuộc họ Cẩm chướng. Loài này được Bondar. mô tả khoa học đầu tiên.